# Università Casimiro il Grande di Bydgoszcz
L'Università "Casimiro il Grande" di Bydgoszcz (in polacco Uniwersytet Kazimierza Wielkiego w Bydgoszczy) anche conosciuta come Università "Casimiro il Grande", è un'università pubblica fondata nel 1968 e sita a Bydgoszcz, in Polonia. L'ente è intitolato al re Casimiro III di Polonia.

## Storia
L'università fu fondata nel 1968; in seguito alle successive espansioni, la sua organizzazione e denominazioni sono mutate. Dal 1969 al 1974 fu una scuola di formazione per insegnanti, composta da due facoltà: scienze umanistiche; matematica, scienze naturali e pedagogia. Dal 1974 al 2000, fu una scuola di formazione denominata Alta scuola di pedagogia. Il 3 maggio 2005, l'ente assunse la denominazione di Università "Casimiro il Grande".

## Struttura
L'università è organizzata nelle seguenti facoltà:
- Amministrazione e scienze sociali
- Educazione musicale
- Lettere e filosofia
- Scienze della formazione e psicologia
- Scienze matematiche, fisiche e tecniche
- Scienze naturali
- Scienze motorie, salute e turismo

## Rettori
- Jerzy Danielewicz (1969-1971)
- Bogdan Głębowicz (1971-1974)
- Edmund Trempała (1974-1981)
- Aleksander Szwedek (1981-1982)
- Bronisław Ratuś (1982-1984)
- Kazimierz Nowak (1984-1990)
- Andrzej Michał de Tchorzewski (1990-1996)
- Józef Banaszak (1996-1999)
- Andrzej Michał de Tchorzewski (1999-2002)
- Adam Marcinkowski (2002-2006)
- Józef Kubik (2006-2012)
- Janusz Ostoja-Zagórski (2012-2016)
- Jacek Woźny (dal 2016)